# Woźniak
Woźniak (forma żeńska: Woźniak, Woźniakowa, liczba mnoga: Woźniakowie) – jedno z najpopularniejszych nazwisk w Polsce. Według bazy PESEL 22.01.2025 r. nosiło je 43 310 Polek i 42 757 Polaków.

## Etymologia
Jest to nazwisko patronimiczne, pochodzące od nazwiska Woźny, które z kolei wywodzi się od wyrazu pospolitego woźny, oznaczającego dawnego urzędnika sądowego, zajmującego się wręczaniem pozwów, wprowadzaniem w posiadanie właścicieli nowo nabytych dóbr, zdawaniem relacji z miejsca przestępstw, przyjmowaniem przysięgi świadków itp. Możliwe jest też pochodzenie tego nazwiska od rzeczownika woźniak, który oznaczał 'konia od wozu, zaprzęgowego, pociągowego'.

## Osoby o tym nazwisku
- Agnieszka Woźniak (ur. 1979) – polska chodziarka
- Aleksandra Woźniak (ur. 1975) – polska aktorka
- Andrzej Woźniak (ujednoznacznienie)
- Artur Woźniak (1913–1991) – polski piłkarz, zawodnik Wisły Kraków
- Ewelina Woźniak (ur. 1993) – polska zawodniczka mieszanych sztuk walki (MMA)
- Grzegorz Woźniak (ujednoznacznienie)
- Henryk Woźniak (ujednoznacznienie)
- Ihor Woźniak (ur. 1952) – arcybiskup lwowski Ukraińskiego Kościoła greckokatolickiego od 2005.
- Jacek Woźniak (ujednoznacznienie)
- Jerzy Woźniak (ujednoznacznienie)
- Józef Woźniak (ujednoznacznienie)
- Leszek Woźniak (ujednoznacznienie)
- Piotr Woźniak (ujednoznacznienie)
- Roman Woźniak (ujednoznacznienie)
- Sławomir Woźniak (ur. 1967) – polski tancerz
- Stanisław Woźniak (ujednoznacznienie)
- Steve Wozniak – współzałożyciel firmy "Apple"
- Tadeusz Woźniak (ujednoznacznienie)
- Taras Wozniak (ur. 1957) – politolog ukraiński, wydawca lwowskiego czasopisma „Ji”